# Öznur Serçeler
Öznur Serçeler (Kayseri, 1º gennaio 1987) è un'attrice e doppiatrice turca, nota per aver interpretato il ruolo di Fatoş nella serie Bitter Sweet - Ingredienti d'amore (Dolunay) e per quello di Leyla Aydin nella serie DayDreamer - Le ali del sogno (Erkenci Kuş).

## Biografia
Öznur Serçeler è nata il 1º gennaio 1987 a Kayseri (Turchia), ha due sorelle che si chiamano Özge e Özlem.

## Carriera
Öznur Serçeler ha studiato musica presso l'Università Bilkent di Ankara. È entrata nel mondo della recitazione nel 2011: ha ottenuto le sue prime parti in serie televisive quali Nuri, Hayat Devam Ediyor, Emret Komutanim Yeniden e Merhamet.
Il suo debutto sul grande schermo è avvenuto invece in Karisik Kaset di Tunç Şahin, film drammatico con protagonisti Özge Özpirinççi e Sarp Apak che ha contribuito a lanciare il suo nome. Durante questo periodo si è segnalata la sua partecipazione in Her Şey Aşktan del regista Andaç Haznedaroğlu, assieme a Hande Doğandemir e Şükrü Özyıldız, nonché quella nelle pellicole Hayati Tehlike e Salur Kazan: Zoraki Kahraman.
Nel 2017 le è stato affidato il ruolo di Fatoş, fidanzata di Engin (interpretato da Balamir Emren), nella serie televisiva Bitter Sweet - Ingredienti d'amore (Dolunay), con protagonisti Özge Gürel e Can Yaman. L'anno successivo è stata quindi inclusa nel cast della commedia romantica Ask Bu Mu? diretto da Ömer Ugur. Ha fatto quindi seguito l'interpretazione di Leyla Aydin nella serie di successo DayDreamer - Le ali del sogno (Erkenci Kuş), dove ha affiancato gli attori Can Yaman e Demet Özdemir.
Nel 2022 ha recitato nei film Aynasiz Haluk diretto da Bülent Isbilen, in Allah Yazdiysa Bozsun diretto da Baris Yös, in 7 Melek diretto da Murat Onbul e in Recep Ivedik 7 diretto da Togan Gökbakar (nel ruolo di Busra Altin). Nello stesso anno ha preso parte al cortometraggio Seker diretto da Erkan Kolçak Köstendil. Nel 2022 e nel 2023 è stata scelta per interpretare il ruolo di Asuman Korhan nella serie in onda su Star TV Yali Çapkini. Nel 2023 ha ricoperto il ruolo di Gül nella web serie di Netflix Shahmaran.

## Filmografia

### Attrice

#### Cinema
- Karisik Kaset, regia di Tunç Şahin (2014)
- Deccal, regia di Özgür Bakar (2015)
- Her Şey Aşktan, regia di Andaç Haznedaroğlu (2016)
- Hayati Tehlike, regia di Serdar Işık (2016)
- Salur Kazan: Zoraki Kahraman, regia di Burak Aksak (2017)
- Ask Bu Mu?, regia di Ömer Ugur (2018)
- Aynasiz Haluk, regia di Bülent Isbilen (2022)
- Allah Yazdiysa Bozsun, regia di Baris Yös (2022)
- 7 Melek, regia di Murat Onbul (2022)
- Recep Ivedik 7, regia di Togan Gökbakar (2022)

#### Televisione
- Nuri – serie TV (2011)
- Hayat Devam Ediyor – serie TV, 12 episodi (2011-2012)
- Emret Komutanim Yeniden – serie TV (2013)
- Merhamet – serie TV, 5 episodi (2013-2014)
- Boynu Bükükler – serie TV, 7 episodi (2014)
- Askin Kanunu – serie TV, 7 episodi (2014-2015)
- Il secolo magnifico: Kösem (Muhtesem Yüzyil: Kösem) – serie TV, 6 episodi (2016)
- Bitter Sweet - Ingredienti d'amore (Dolunay) – serie TV, 26 episodi (2017)
- DayDreamer - Le ali del sogno (Erkenci Kuş) – serie TV, 51 episodi (2018-2019)
- Yali Çapkini – serie TV (2022-2023)

#### Web TV
- Shahmaran – serie TV, 1 episodio (Netflix, 2023)

#### Cortometraggi
- Seker, regia di Erkan Kolçak Köstendil (2022)

### Doppiatrice

#### Cinema
- Köstebekgiller 2: Gölge'nin Tilsimi, regia di Kudret Sabanci (2016)

## Doppiatrici italiane
Nelle versioni in italiano dei suoi film e delle sue serie TV, Öznur Serçeler è stata doppiata da:
- Ughetta d'Onorascenzo[18] in Bitter Sweet - Ingredienti d'amore[19], in DayDreamer - Le ali del sogno[20]

## Riconoscimenti
- Turkey Youth Awards
  - 2019: Vincitrice come Miglior attrice non protagonista in una serie televisiva per DayDreamer - Le ali del sogno (Erkenci Kuş)